# 五石散
五石散（ごせきさん）は、古代中国で後漢から唐代にかけて流通していた向精神薬。寒食散（かんしょくさん）とも呼ばれる。
鍾乳石、硫黄、白石英、紫石英、赤石脂という五種類の鉱物を磨り潰して作られたもので、不老不死の効果や虚弱体質の改善に効果があるとして中国で広く流通した。
五石散を服用すると皮膚が敏感になり、体が温まってくる。これを「散発」と呼んだ。もし、散発が起こらず薬が内にこもったままだと中毒を起こして死ぬとされた。散発を維持する為に絶えず歩き回らなければならず、これを「行散」と呼んだ。五石散を服用した状態で歩きまわる様を呼んで「散歩」の語源となったとされている。
一般的に三国時代の魏の何晏により作られたものとされているが、『諸病原候論』などによれば後漢の時代には既に服用されていた節の記述も見られる。『世説新語』注に引く『寒食散論』では「寒食散ノ方、漢代ニ出ズルトイエドモ、之ヲ用ウル者寡ナク、伝ウルモノ有ルコトナシ。魏ノ尚書何晏ハジメテ神効ヲ獲テ、コレヨリ大イニ世ニ行ワレ、服スル者相尋ム」と記述する。
孫思邈『備急千金要方』24巻第3「解五石毒」では、さまざまな副作用を挙げ、体に問題がないならば服用すべきでないとしつつ、年齢ごとの用法用量や解毒薬を列挙する。他に丹波康頼『医心方』・王懐隠『太平聖恵方』・兪好通ら編『郷薬集成方』等にも解毒法が載る。
五石散を服用する後の症状として、西晋の医者の皇甫謐の日記の中には「族弟長互、舌縮入喉。東海王良夫、癰瘡陥背。隴西辛長緒、脊肉爛潰。蜀郡趙公烈、中表六喪。悉寒食散之所為也」と記載されていた。